# پسنده
پَسَنده (اردو: پسنده, هندی: पसन्दा)، که پارچی (اردو: پارچی, هندی: पारचे) نیز نامیده می‌شود، پسنده، یک غذای محبوب در شبه‌قاره هند به ویژه شمال هند، رامپور، ایالت حیدرآباد و پاکستان است. این غذا از غذاهای دربار گورکانیان هند ریشه گرفته و نام آن از واژه فارسی پسنده به معنای «مورد علاقه» می‌آید که به برش‌های مرغوب گوشت اشاره دارد که در این غذا استفاده می‌شود.

## مواد لازم و طرز تهیه
پسنده در ابتدا با تکه‌های نازک‌شده گوشت گوسفند یا گوشت بز تهیه می‌شد که پس از طعم‌دار شدن در ادویه، سرخ می‌شدند. در پاکستان، پسنده معمولاً با استیک بالاران تهیه می‌شود. امروزه، پسنده با مرغ و شاه‌میگو نیز تهیه می‌شود، اما روش پخت و مواد اولیه تقریباً یکسان است.
پس از برش و نازک کردن گوشت، آن را در ترکیبی از ماست، پودر چیلی و ادویه‌های مختلف (معمولاً شامل زیره سبز، فلفل سیاه، هل و سیر) می‌خوابانند. پس از چند ساعت، گوشت را همراه با پیاز، گشنیز، فلفل تند و گاهی دارچین یا فلفل سیاه در یک قابلمه سرخ می‌کنند. این غذا را می‌توان با گوجه‌فرنگی یا بادام تزئین کرد (که در این صورت بادام‌پسنده نامیده می‌شود) و اغلب با برنج سفید یا نان ایرانی سرو می‌شود.

## تاریخچه
با اینکه پسنده به دربار گورکانیان (مغول‌های هند) نسبت داده می‌شود، اما ممکن است این غذا در واقع تکامل‌یافته روش‌های قدیمی‌تر پخت‌وپز باشد. روشی مشابه برای تهیه این غذا در کتاب ماناسولاسا در قرن دوازدهم میلادی شرح داده شده است.

## انواع
پسنده معمولاً به عنوان یک غذای گوشتی سرو می‌شود، اما می‌توان آن را به صورت کباب هم تهیه کرد. همچنین، پسنده به یک سس کاری ملایم که با خامه، شیر نارگیل یا ماست و بادام تهیه می‌شود نیز اطلاق می‌شود.